# Torpedo-ZIŁ Moskwa
Torpedo-ZIŁ Moskwa (ros. Футбольный клуб "Торпедо-ЗИЛ" Москва) – rosyjski klub piłkarski z siedzibą w Moskwie.

## Historia
Chronologia nazw:
- 2005—2009: Torpedo-RG Moskwa (ros. «Торпедо-РГ» Москва)
- 2009—2011: Torpedo-ZIŁ Moskwa (ros. «Торпедо-ЗИЛ» Москва)

W 2005 w wyniku współpracy zakładu samochodowego "ZIŁ" z gazetą "Raboczaja Gazieta" powstał klub o nazwie Torpedo-RG Moskwa. W sezonie 2005 startował w rozgrywkach Rosyjskiej Amatorskiej Ligi (4. liga). Zajął 1 miejsce w strefie centralno-zachodniej i w 2006 debiutował w Rosyjskiej Drugiej Dywizji (3. liga). 19 marca 2009 klub zmienił nazwę na Torpedo-ZIŁ Moskwa.
1 lutego 2011 roku klub został rozformowany.

## Sukcesy
- Rosyjska Druga Dywizja, grupa zachodnia:
  - 2 miejsce: 2010
- Puchar Rosji:
  - 1/32 finalista: 2010

## Strony klubowe
- Oficjalna strona klubu. torpedo-fc.ru. [zarchiwizowane z tego adresu (2011-10-07)]. (ros.).
- Historia występów na klisfo.info (ros.)
- Statystyki na wildstat.ru (ros.)